# Valery Maximov
Valery Maximov (en russe : Валерий Викторович Максимов, aussi écrit Valéry Maksimov), né en octobre 1971 à Otradny, oblast de Samara, fédération de Russie, est un danseur de ballet, ancien danseur du théâtre de Stanislavsky et Nemirovich-Danchenko et du théâtre Bolchoï, ancien membre du Conseil international de la danse (CID) de l'UNESCO.

## Biographie
Dès l'âge de 11 ans il entre au studio chorégraphique pour enfants auprès du théâtre d'opéra et de ballet de la ville de Kouïbychev (actuellement théâtre académique d'opéra et de ballet de Samara).
Il intègre l'école chorégraphique de l'État de Perm où il est formé avec la méthode Vaganova par Mars Mirgaripov.
Ses différents professeurs ont été Marina Semenova, Lioudmila Sakharova, Mikhaïl Lavrovski, Olga Ferri, Mikhaïl Messerer, Galina Oulanova, Mars Mirgaripov, Stanislas Vlassov et Elena Chikvaïdze.
Valery Maximov commence sa carrière de danseur au théâtre Stanislavsky et Nemirovitch-Danchenko de Moscou.
Il s'engage en 1990 au « Moscow City Ballet », compagnie fondée à Moscou en 1988 par Victor Smirnov-Golovanov, et part dans des tournées mondiales en Grande-Bretagne, Amérique, Japon, Chypre, Égypte, Pays-Bas, Hong-Kong, Israël, Chine, Philippines, Taïwan, Singapour, etc.
Ses partenaires de scène sont Ludmila Semenyaka, danseuse du théâtre du Bolshoi, Galina Chliapina, Lilia Sabitova et Alla Mikhaltchenko.
Galina Oulanova le qualifiait d'un « partenaire d'une excellente finesse, ce qui devient de plus en plus rare » ».
En qualité de danseur invité, Valery Maximov danse au Théâtre Lyriki Skini en Grèce. De retour à Moscou, il danse au théâtre de ballet de Moscou, au théâtre du ballet de l’État de Russie et au théâtre Bolchoï.
Lors de spectacles donnés par le Ballet du Bolchoï en Argentine, Valery Maximov se sépare du groupe et poursuit sa carrière comme danseur professionnel dans des théâtres argentins dans le cadre de sa compagnie Russian Classical Ballet à Buenos Aires.
Il s'adonne notamment aux danses latines telles que le tango argentin, le modern'jazz, les danses afro-caribéennes, la salsa, le cha-cha-cha et le boléro qu’il pratique et enseigne localement tout en continuant à participer dans les galas internationaux en tant que soliste.
En 2003, il part pour Paris où il vit et travaille actuellement.

## Compagnies
De 1995 à 2002, dans le cadre de sa compagnie Russian Classical Ballet à Buenos Aires, Maximov organise des spectacles avec les danseurs de ballet invités tout en restant sur scène. Il danse à plusieurs reprises au théâtre Colón, au Teatro Coliseo (es), au Teatro Argentino de La Plata (es), au Teatro Gran Rex (es) de Mendoza, au Teatro del Libertador General San Martín (es) avec sa partenaire de scène Ludmila Semenyaka.

## Enseignement
En 2013, Maximov fonde l’École de Ballet russe à Paris en tant qu'enseignant,.

## Filmographie
- 1988 : Les Willie, studios Lenfilm
- 1996 : Evita, Buena Vista Pictures
- 2007 : Agathe Cléry
- 2010 : L'Autre Dumas de Safy Nebbou

## Rapports de presse
- Articles de la presse allemande Preußenspiegel par Herbert Lischke[8]:
  - Balletttänzer Valerie Maximov aus Moskau: ein hochbegabter Künstler mit großem Format, publié le mercredi 7 janvier 2004
  - Balletttänzer Valerie Maximov: ein Künstler mit Format, publié en novembre 2002
- Article de El Día (Argentine) (es) en mai 1997 sur le spectacle mis en scène par Valery Maximov avec la participation de Ludmila Semenyaka et de nombreux autres artistes
- Valery Maximov est mentionné en tant que partenaire de scène de Ludmila Semenyaka dans un article du journal La Nación dans la catégorie «Espectáculos» sur Ludmila Semenyaka, sa partenaire de danse dans les spectacles que Valery Maximov a organisés dans le cadre de sa compagnie «Russian Classical Ballet»[9].
- Il est aussi dans le journal argentin Diario Hoy de La Plata dans:
  - L'article Noche de ballet y de festejo, paru le 24 mai 1997[10].
  - L'article Ballet a beneficio en el Argentino, paru le 31 mai 1997[11].
- Le journal La Voz (en) a écrit deux articles (Pálidos destellos de una primera bailarina et Rosas para una estrella signés Luisa Heredia) au sujet de Valery Maximov, sa partenaire et sa compagnie «Russian Classical Ballet» lors de la tournée de spectacles[12].